# Festiwal Kina Amatorskiego i Niezależnego KAN

## Idea i kształt Festiwalu
Międzynarodowy Festiwal Kina Amatorskiego i Niezależnego KAN organizowany jest od 2000 roku. To coroczne spotkanie z bezkompromisowym, młodym kinem, funkcjonującym obok głównych nurtów. Festiwal organizowany jest we współpracy ze Zrzeszeniem Studentów Polskich, a jego celem jest przede wszystkim promocja młodego, niezależnego kina polskiego wśród szerokiej publiczności – w czasie finału we Wrocławiu, oraz w ramach organizowanych na całym świecie Pokazów Specjalnych.
W ramach festiwalu organizowane są Konkurs Filmów Polskich, oraz, od 2007 roku, Konkurs Filmów Zagranicznych. W KFP prezentowany jest przekrój przez młodą i niezależną twórczość (do konkursu przyjmowane są także etiudy szkolne i niekomercyjne filmy absolwentów szkół filmowych). W KFZ prezentowane są docenione na innych międzynarodowych festiwalach w kraju i na świecie krótkie formy (do 30 min.). Filmy do konkursu zgłaszają autorzy lub osoby ich reprezentujące, organizatorzy zapraszają też do konkursu filmy szczególnie godne uwagi, a dostrzeżone na innych festiwalach.
W Jury Konkursu Filmów Polskich zasiadali dotychczas między innymi: Sylwester Chęciński, Stanisław Lenartowicz, Jan Jakub Kolski, Jerzy Płażewski, Jacek Petrycki, Robert Gonera, Andrzej Saramonowicz, Patryk Vega, Arkadiusz Tomiak, Andrzej Zajączkowski, Konrad Niewolski, Petro Alesowski, Witold Chomiński, Maria Zmarz-Koczanowicz, Tomasz Karolak, Tadeusz Szymków, Grażyna Torbicka, Sławomir Idziak, Sławomir Fabicki, Cezary Harasimowicz, Magdalena Kumorek, Jerzy Kapuściński, Filip Marczewski, Anna Wydra, Artur Pilarczyk, Jan Pelczar.
W Konkursie Filmów Zagranicznych do roku 2010 jedyną nagrodę przyznawała publiczność. W 2011 po raz pierwszy powołano Jury KFZ. Dotychczas zasiadali w nim: Lech Moliński, Nataliya Ilchuk, Nadezda Bakuradze, Tamás Gábeli.

## Nagrody KAN - KANewki
Na Festiwalu KAN przyznawane są nagrody - KANewki. KANewki zawsze nawiązują kształtem i formą do postaci KANopka, który jest ikoną festiwalu. Jest to przygotowany przez Adama Koniuszewskiego projekt, który zwyciężył w konkursie na logo zorganizowanym przez festiwal w 2004 roku.
Do 2010 roku (11 edycja KAN), przyznawano następujące nagrody:
| KANewki do 2010 roku               | KANewki do 2010 roku | KANewki do 2010 roku | KANewki do 2010 roku |
| ---------------------------------- | -------------------- | -------------------- | -------------------- |
| Konkurs Filmów Polskich - fabuła   | Złota KANewka        | Srebrna KANewka      | Brązowa KANewka      |
| Konkurs Filmów Polskich - dokument | Złota KANewka        | Srebrna KANewka      | Brązowa KANewka      |
| Konkurs Filmów Polskich - animacja | Złota KANewka        | Srebrna KANewka      | Brązowa KANewka      |
| Nagrody Dodatkowe                  |                      |                      |                      |
| KANewka Specjalna Jury             | KANewka Publiczności | KANewka Dziennikarzy | KANewka Best Foreign |

| KANewki od 2011 roku         | KANewki od 2011 roku              | KANewki od 2011 roku              | KANewki od 2011 roku         |
| ---------------------------- | --------------------------------- | --------------------------------- | ---------------------------- |
| Konkurs Filmów Polskich      | KANewka za fabułę                 | KANewka za dokument               | KANewka za animację          |
| Nagrody dodatkowe            | KANewka Specjalna Jury            | KANewka Dziennikarzy              | KANewka Publiczności         |
|                              |                                   |                                   |                              |
| Konkurs Filmów Zagranicznych | Złota KANewka Best Foreign        | Srebrna KANewka Best Foreign      | Brązowa KANewka Best Foreign |
| Nagroda dodatkowa            | KANewka Publiczności Best Foreign | KANewka Publiczności Best Foreign |                              |

## Laureaci KAN
Autorzy i tytuły filmów nagrodzonych w czasie ostatnich trzech edycji festiwalu:
| Laureaci 2009                      | Laureaci 2009                             | Laureaci 2009         |
| ---------------------------------- | ----------------------------------------- | --------------------- |
|                                    |                                           |                       |
| Konkurs Filmów Polskich - fabuła   |                                           |                       |
| Złota KANewka                      | All Secrets                               | Tomasz Suski          |
| Brązowa KANewka                    | Wesołych świąt                            | Tomasz Jurkiewicz     |
| Wyróżnienie                        | Tajemnica Alberta                         | Wojciech Solarz       |
| Konkurs Filmów Polskich - dokument |                                           |                       |
| Złota KANewka                      | W drodze                                  | Paweł Wysoczański     |
| Srebrna KANewka                    | Tam, gdzie słońce się nie spieszy         | Matej Bobrik          |
| Brązowa KANewka                    | Mama, Tata, Bóg i Szatan                  | Paweł Jóźwiak-Rodan   |
| Konkurs Filmów Polskich - animacja |                                           |                       |
| Złota KANewka                      | Ostatnia podróż Profesora Igreka          | Tomasz Pawlak         |
| Srebrna KANewka                    | 1000 wiader wody                          | Tomasz Popakuł        |
| Brązowa KANewka                    | Druga zmiana                              | Tomasz Pawlak         |
| Wyróżnienie                        | Blue                                      | Łukasz Szozda         |
| Wyróżnienie                        | ...oraz że Cię nie opuszczę aż do śmierci | Dominika Berezowska   |
| Nagrody dodatkowe                  |                                           |                       |
| KANewka Specjalna Jury             | Skarby Ani K                              | Małgorzata Gryniewicz |
| KANewka Publiczności               | W drodze                                  | Paweł Wysoczański     |
| KANowka Dziennikarzy               | Nocna Zmiana                              | Małgorzata Kozera     |
| KANewka Best Foreign               | Thinking When Speaking                    | Andres Emblem         |

| Laureaci 2010                      | Laureaci 2010       | Laureaci 2010             |
| ---------------------------------- | ------------------- | ------------------------- |
|                                    |                     |                           |
| Konkurs Filmów Polskich - fabuła   |                     |                           |
| Złota KANewka                      | Brzydkie słowa      | Marcin Maziarzewski       |
| Srebrna KANewka                    | Wyłączność          | Krzysztof Szot            |
| Brązowa KANewka                    | Plan                | Sławomir Pstrong          |
| Konkurs Filmów Polskich - dokument |                     |                           |
| Złota KANewka                      | Szczęściarze        | Tomasz Wolski             |
| Złota KANewka                      | 10 lat do Nashville | Katarzyna Trzaska         |
| Złota KANewka                      | Miodowy miesiąc     | Grzegorz Krawiec          |
| Wyróżnienie                        | Spacer              | Aneta Kopacz, Paweł Popko |
| Konkurs Filmów Polskich - animacja |                     |                           |
| Złota KANewka                      | Wujek               | Maciej Sznabel            |
| Srebrna KANewka                    | Perpetuum Mobile    | Agnieszka Burszewska      |
| Brązowa KANewka                    | Kiermasz Storczyków | Natalia Dziedzic          |
| Wyróżnienie                        | Agencja Fatum       | Grzegorz Nita             |
| Wyróżnienie                        | Ucieczka            | Monika Kuczyniecka        |
| Nagrody dodatkowe                  |                     |                           |
| KANewka Specjalna Jury             | EM                  | Sindre Sandemo            |
| KANewka Publiczności               | Szczęściarze        | Tomasz Wolski             |
| KANewka Dziennikarzy               | Poza zasięgiem      | Jakub Stożek              |
| KANewka Best Foreign               | Un juego absurdo    | Gastón Rothschild         |

| Laureaci 2011                 | Laureaci 2011         | Laureaci 2011               |
| ----------------------------- | --------------------- | --------------------------- |
|                               |                       |                             |
| Konkurs Filmów Polskich       |                       |                             |
| KANewka za fabułę             | Twist & Blood         | Kuba Czekaj                 |
| Wyróżnienie za fabułę         | Noc życia             | Antoni Królikowski          |
| KANewka za dokument           | Takie życie           | Daniel Zieliński            |
| Wyróżnienie za dokument       | Wycieczka             | Bartosz Kruhlik             |
| KANewka za film animowany     | Protozoa              | Anita Kwiatkowska-Naqvi     |
| Wyróżnienie za film animowany | Pipeta                | Rafał Sankiewicz            |
| Nagrody Dodatkowe             |                       |                             |
| KANewka Specjalna Jury        | MC. Człowiek z winylu | Bartosz Warwas              |
| KANewka Dziennikarzy          | Wycieczka             | Bartosz Kruhlik             |
| KANewka Publiczności          | Noc życia             | Antoni Królikowski          |
| KANewka Krytyki Politycznej   | Vakha i Magomed       | Marta Prus                  |
|                               |                       |                             |
| Konkurs Filmów Zagranicznych  |                       |                             |
| Złota KANewka Best Foreign    | Little Deaths         | Ruth Lingford               |
| Srebrna KANewka Best Foreign  | La Gran Carrera       | Kote Camacho                |
| Brązowa KANewka Best Foreign  | Giles Corporation     | Vianney Meurville           |
| Wyróżnienie                   | El tránsito           | León Siminiani              |
| Wyróżnienie                   | Viki Ficky            | Natalie Spinell             |
| KANewka Publiczności          | En Orden de las Cosas | César i José Esteban Alenda |